# حسن الفردان
حسن الفردان (انگلیسی: Hasan Al-Fardan؛ زادهٔ ۱۲ اکتبر ۱۹۸۸) بازیکن هندبال اهل بحرین است.